# Ороско, Габриель
Габриель Ороско (исп. Gabriel Orozco; род. 1962, Мексика) — один из самых известных современных мексиканских художников.

## Образование
- 1981/4 Escuela Nacional de Arte Plásticas, Universidad Nacional Autónoma de México, Мехико
- 1986-87 Circulo de Bellas Artes, Мадрид

## Творчество
- Творческая практика Ороско включает скульптуру, фотографию, живопись и видео, исследует философские вопросы. Используя объекты и ситуации из современного городского окружения, Ороско делает видимым поэзию случайных связей и парадоксов.
- Работы Габриеля Ороско наполнены лиризмом и юмором: Ситроен разрезанный по длине на три части, а затем соединенный без средней части — The D.S.; стол для игры в пинг-понг, переделанный для четверых игроков и с маленьким прудом в середине (Ping Pond Table, 1998); Карамболь с маятником, 1996; пианино с двумя клавиатурами(Mother, 1998); рулоны туалетной бумаги, свисающие с потолочного вентилятора (Toilet Ventilator, 1997—2001), лифт вне своей шахты, расположенный в комнате(Лифт, 1994); шар из глины, который художник катил через весь город, собирая мусор и отпечатки (Yielding Stone, 1992); след, который хвост собаки оставил на песке (Dog Circle, 1995); желтые мотоциклы Schwalbe по одному и в группах (Until You Find Another Schwalbe Motorcycle, 1995); арбузы с пустыми банками из-под кошачьего корма (Cats and Watermelons, 1992); конус мороженого на кусте (Ice Cream House, 1995); туманный след от дыхания на полированной поверхности (Breath on Piano, 1993).
- Стиль скульптур и фотографий Ороско преимущественно минималистичен и антимонументален. Его скульптурные работы зачастую эфемерны, как например Sand on Table — стол на пляже с пирамидой песка. Фотография этого произведения дает сконструированной ситуации более долгую жизнь. Эта работа способствует осознанию хрупкости и временности наших достижений и ресурсов, используя ординарное поэтическим образом.
- Его интерес к структуре и геометрии проявляется в таких работах как The Atomists. В последнее время в живописи Ороско исследует феномен структур, в которых символ круга действует как связующее звено между геометрией и органикой, а чередование цвета основано на принципах движения шахматной игры.
- Габриель Ороско участвовал в большом количестве групповых выставок, включая такие как Carnegie International в Питсбурге, США (1999), 11-я Документа в Касселе, Германия (2002) и 50-я и 51-я Венецианская биеннале (2003 и 2005).

## Персональные выставки
| - 2008 Gabriel Orozco: Recent Work, Marian Goodman Gallery, New York - 2007 Gabriel Orozco, Chantal Crousel, Paris, France - 2006 Gabriel Orozco, Museo del Palacio de Bellas Artes, Mexico City, Mexico - 2006 Museum Ludwig, Cologne, Germany - 2006 Twelve Paintings and a Drawing, White Cube Mason’s Yard, London - 2005 Fundación Marcelino Botín, Santander - 2005 Palacio de Velázquez, Museo Nacional Centro de Arte Reina Sofía, Мадрид - 2005 Gabriel Orozco Marian Goodman Gallery, Нью-Йорк - 2004 Photographs, Hirshhorn Museum and Sculpture Garden, Вашингтон - 2004 Gabriel Orozco, Serpentine Gallery, London - 2003 The Weight of the Sun, The Douglas Hyde Gallery, Dublin - 2003 Museo de Arte Contemporáneo de Oaxaca, Oaxaca - 2003 Centro de Artes Visuais, Coimbra - 2003 Gabriel Orozco Marian Goodman Gallery, New York - 2002 Gabriel Orozco Marian Goodman Gallery, New York - 2001 Gabriel Orozco Marian Goodman Gallery, New York - 2000 Gabriel Orozco, The Museum of Contemporary Art, Лос-Анджелес; Museo Internacional Rufino Tamayo, Мехико; Museo de Arte Contemporáneo de Monterrey, Monterrey - 2000 Blue Memory, Shima/Islands, Mirei Shigemori Residence, Киото - 1999 Gabriel Orozco, Portikus, Frankfurt am Main | - 1999 Centre pour l’Image Contemporaine, Geneva - 1999 Gabriel Orozco: Photogravity, Philadelphia Museum of Art, Philadelphia - 1998 Gabriel Orozco Marian Goodman Gallery, New York - 1998 St. Louis Museum of Art, St. Louis - 1998 Centro Fotográfico Álvarez Bravo, Oaxaca - 1998 Clinton is Innocent, ARC/Musée Nationale d’Art Moderne de la Ville de Paris, Paris - 1997 Recordings and Drawings, Stedelijk Museum, Amsterdam - 1997 Staatliche Museum am Kulturforum, Berlin - 1997 Centre de la Vieille Charité, Marseilles - 1996 Kunsthalle Zürich, Zurich Institute of Contemporary Art, London - 1996 The Empty Club, Artangel, London - 1996 Gabriel Orozco Marian Goodman Gallery, New York - 1996 Art Gallery of Ontario, Toronto - 1995 Migrateurs, ARC/Musée d’Art Moderne de la Ville de Paris, Paris - 1994 Gabriel Orozco Marian Goodman Gallery, New York - 1994 Gabriel Orozco, Museum of Contemporary Art, Chicago - 1993 The Museum of Modern Art, New York - 1993 Kanaal Art Foundation, Kortrijk |

## Работы
- 2007 Pelvis, скульптура (бронза)
- 2006 Dark Wave, скульптура (304 x 392 x 1375 cm)
- 2006 Samurai Tree, живопись (серия)
- 2003 Spume I
- 2003 Delta Tail
- 2001 Lintels, инсталляция
- 2000 Нож на стекле, фотография
- 1999 Mixiotes
- 1998 Eroded Suizeki 10, коллаж
- 1998 Ping Pond Table
- 1997 Black Kites, объект (череп, покрытый рисунком из графита)
- 1997—2001 Toilet Ventilator
- 1996 Atomist
- 1996 Карамболь с маятником
- 1995 Horses running endlessly, объект
- 1995 Dog Circle
- 1994 Лифт, объект
- 1993 The D.S., объект
- 1993 From Roof to Roof, фотография
- 1993 Pinched Ball, фотография
- 1993 Empty Shoebox, фотография
- 1992—1993 Sand on Table, фотография (фотография временной скульптуры)
- 1992 Cats and Watermelons
- 1992 Yielding Stone
- 1991 My Hands Are My Heart, фотография (серия)

## Награды
- 2006 BlueOrange Prize, German Cooperative Banks, Deutsche Volksbanken and Raiffeisenbanken
- 1995 DAAD Artist in Residence, Berlin
- 1987 Salón Nacional de Artes Plásticas, Secció Espacios Alternativos, Museo de Arte Moderno, Mexico City